# H.C. de Haaskamp
H.C. de Haaskamp is een hockeyclub uit de Nederlandse plaats Amerongen. De Haaskamp werd opgericht op 7 december 1971.
De naam van de club komt van de ligging in de natuur van het sportpark De Burgwal, net buiten de bebouwde kom van Amerongen, richting Elst, waar veel hazen rondzwerven.

## Clubhuis
In 1976 kon de Haaskamp bezit nemen van het huidige clubhuis: een vroegere tabaksschuur, die door zijn uiterlijk goed in de omgeving past. Het rook er in het begin ook nog heel erg naar tabak. Deze geur is in de loop van de jaren verdwenen.

## Velden
De Haaskamp ligt in een natuurgebied van de Utrechtse Heuvelrug. De velden liggen aan de rand van het natuurgebied De Amerongse Berg. De club heeft een met zand ingestrooid kunstgrasveld en een semi-waterveld (sinds zomer 2015). Het inmiddels semi-Westerveld was eerst een met zand ingestrooid kunstgras veld dat er lag vanaf 1998 en dus aan vervanging toe was. Uiteindelijk was H.C. de Haaskamp de laatste hockeyclub in Nederland zonder kunstgrasveld. Sinds 1998 heeft de Haaskamp een kunstgrasveld. Het kunstgrasveld is aangelegd door de gemeente Amerongen, nu gemeente Utrechtse Heuvelrug, de club heeft de verlichting betaald. Alle leden hebben gezamenlijk het geld bijeengebracht.

## Leden
Clubleden komen uit de nabije omgeving, zoals Amerongen, Leersum, Elst, Rhenen, Ingen, Maurik en zelfs uit Utrecht en Amsterdam. Veel families zijn van jong tot oud actief bij de Haaskamp als speler, als coach, als scheidsrechter of als deelnemer in de verenigingsorganisatie. Sommige families zijn al 35 jaar bij de club, vroeger als speler/speelster en nu als grootouder langs de lijn.

## Samenwerking
Een team van trainers en begeleiders voor alle categorieën werkt hard aan een opbouw van het spelniveau van de jongste jeugd tot de veteranenteams. De basis wordt gelegd bij de Benjamini's, waar de zesjarigen spelenderwijs leren hockeyen. De volwassenen kunnen met trimhockey kennismaken met het spelletje. Ook voor mensen die willen gaan coachen is dit een goede manier om kennis op te doen van de verschillende technische en tactische kanten van hockey.